# Фолькстат

Територія Фолькстату, запропонована Фронтом свободи плюс

Прапор Фолькстату

«Volkstaat» (мовою африкаанс означає «народна держава») − цей термін, використовується для опису пропозиції самовизначення для африканерів у Південній Африці, або на федеральних засадах або як повністю незалежне державне утворення. Після «Великого Треку» з 1830 по 1840 рр., африканери або бури висловили прагнення до самовизначення і незалежності шляхом створення декількох бурських республік на початку 19 — го століття. Кінець апартеїду і встановлення загального виборчого права в Південній Африці в 1994 році залишив у деяких африканерів почуття розчарування цими політичними змінами, і це викликало пропозицію про створення автономної народної держави . Існує кілька варіантів які були запропоновані для створення народної держави, крім використання сили. Конституція Південної Африки і міжнародне право представляють певні можливості для становлення народної держави. Географічне розселення меншин африканерських громад по всій Південній Африці, є серйозною перешкодою для створення народної держави, оскільки африканери не утворюють більшість у будь-якій окремій географічній області, які можуть бути стійкими незалежно один від одного. Прихильники цієї пропозиції встановили три земельних кооперативи, Orania в Північній Капській області, Kleinfontein в Гаутензі і Balmoral в Мпумаланзі, і хочуть спробувати практично реалізувати ці ідеї.

## Історія

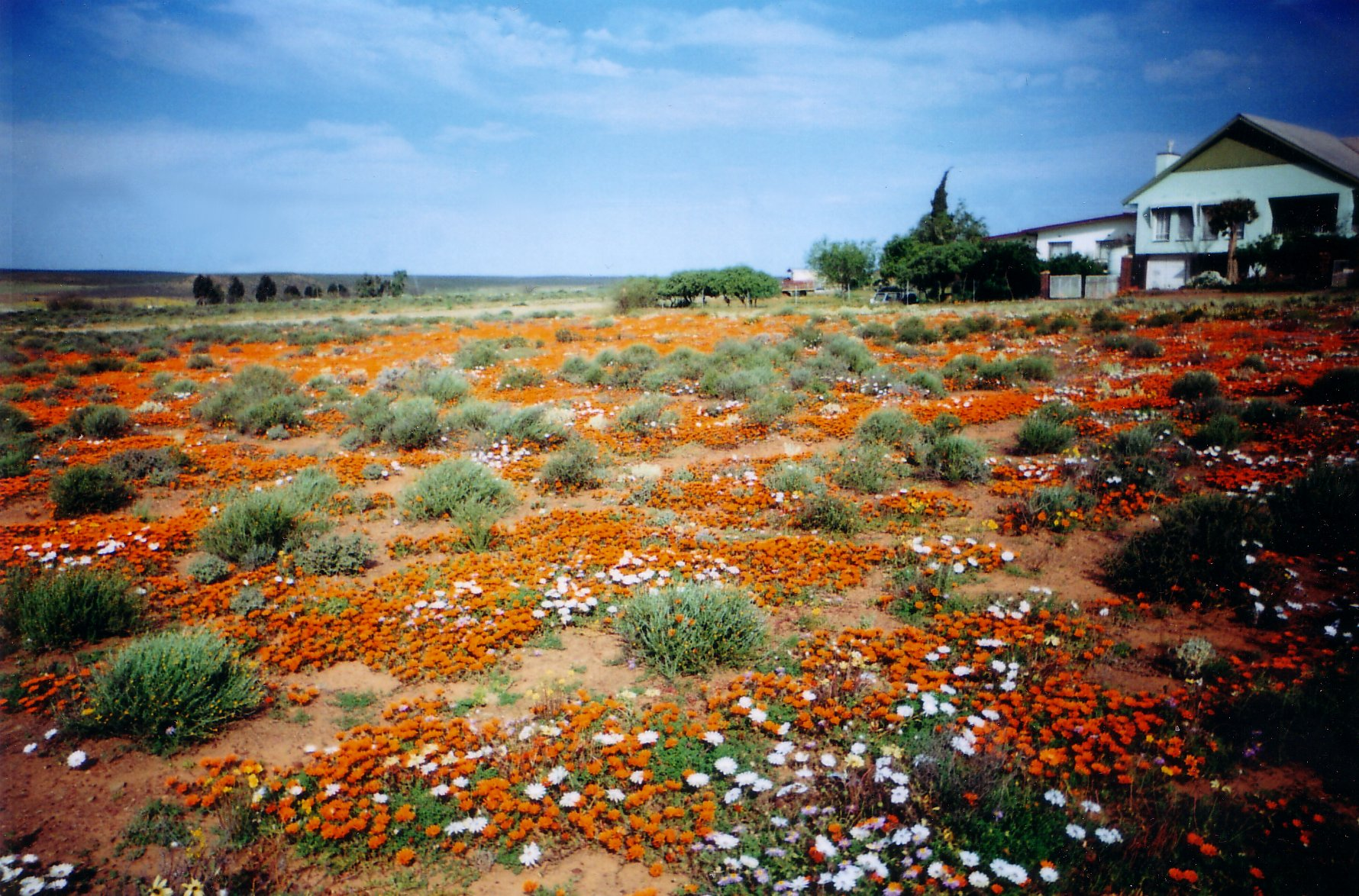
Типовий пейзаж африканерської ферми

Історично склалося, що бури встановили курс на незалежність, що призвело до створення різних республік на території сучасної ПАР. Піонери проголосили окремі незалежні республіки, в першу чергу республіку Наталія, Оранжеву Республіку і Південно — Африканську Республіку (Трансвааль). Тим не менш, після другої англо-бурської війни (1899—1902 рр.), британське правління призвело до розпуску двох останніх бурських держав, що залишалися (Оранжева Республіка і ПАР). Під час апартеїду, уряд Південної Африки сприяв розвитку африканерської культури, африкаанс і англійська були офіційними мовами, і більшість політиків, які працюють в країні були африканерами. Основний принцип апартеїду був расовий сепаратизм, а також кошти, з допомогою яких він був реалізований, наприклад, як система батьківщини бантустанів, які були вкрай упередженими по відношенню до неєвропейської більшості, оскільки вони виключили їх від реалізації своїх прав в ширшому форматі Південної Африки. Африканери займали привілейоване становище в південноафриканському суспільстві, поряд з іншими європейцями. У 1980 році група правих африканерів, на чолі з Г. Фервурдом, сформувала організацію під назвою Оранжеві працівники. Вони також запланували співтовариство, засноване на «африканському самовизначенні», і спробували створити нео- «boerstaat» (дослівно: «Фермерська держава», посилання на ідеоматичний термін для африканерів-єдина держава) у віддаленому Східному Трансваалі (тепер Мпумаланга) співтовариство Morgenzon. У 1988 році професор Карел Бошоф (1927—2011 рр.) заснував Фонд Свободи Африканерів або Avstig. Avstig запанував в Північно Капській провінції, в основному в сільських районах і мінімально розвинених регіонах. Avstig купив місто Оранію в 1991 році, і перетворив його в модель народної держави. Бошоф продовжував бути представником Фронту свободи, політичної партії, яка захищає концепцію народної держави. Orania лежить в далекій східній вершині народної держави, поблизу місця де кордони трьох провінцій Північний Кейп, Східний Кейп, і Вільна держава зустрічаються.

### Підтримка і опозиція
Фронт свободи в 1994 році на загальних виборах
Протягом 1994 року на загальних виборах, африканери покладалися на фронт Свободи (FF), щоб сформувати незалежну державу або для африканерів народну державу. Результати виборів показали, що Фронт Свободи мав підтримку 424,555 виборців, четвертий показник по величині в країні. ФС, однак, не вдалося одержати більшість у якомусь з районів голосування в Південній Африці.

#### Опитування громадської думки білих південноафриканців
Два дослідження були проведені серед білих південноафриканців, в 1993 і 1996 роках, задаючи питання: "Як ви ставитеся до розмежування області для африканерів та інших європейських жителів Південної Африки, в яких вони можуть користуватися самовизначенням? Чи підтримуєте ви ідею народної держави ? « Дослідження 1993 р. показало, що 29 % підтримали ідею, і ще 18 % буде розглядати питання про перехід до народної держави. Опитуванням 1996 р. встановлено, що цей показник знизився до 22 % які підтримують ідею, і тільки 9 % хочуть перейти до народної держави. У другому опитуванні, частка європейських жителів Південної Африки проти ідеї збільшилася з 34 % до 66 %. Опитуванням 1996 р. встановлено, що „ті, хто в 1996 році сказав, що вони б розглянули питання про перехід до народної держави є в основному чоловіки які говорять на африкаанс, які є прихильниками консервативної партії або африканського Фронту Свободи, дотримуються расистських поглядів 24 %, злегка расистських 6 %, не расистських 0 %, називають себе африканерами і не задоволені новою демократією Південної Африки“. В дослідженні використовували шкалу Duckitt тонкого расизму для вимірювання расистських поглядів. У 1999 році передвиборне опитування припустило, що 26,9 % від африканерів бажаючих емігрувати, але не маючих змоги, мають прагнення до створення народної держави. У січні 2010 року африкаанська газета Die Beeld, провела онлайн-опитування. З 11019 респондентів, 56 % (6178) говорить, що вони будуть рухатися до народної держави, ще 17 % (1908) розглядатиме її, якщо вона буде створена, в той час як лише 27 % (2933) не розглядатиме її як життєздатний варіант. Аналіз цієї газети показав, що ідея народної держави була doodgebore (мертвонародженою) і що її прихильники не робили нічого, крім протирання штанів протягом останніх двох десятиліть, хоча він і припустити, що опитування було мірою невдоволення серед африканерів. Герман Гіліом пізніше привів опитування Beeld, кажучи, що більше половини „північних африканерів“ воліли б жити на батьківщині.

##### Інтелектуальні аргументи
Концепція народної держави була піддана критиці критиці на тій підставі, що принципова відмінність нібито існує між етнічною державою Бур і інших сучасних прикладах так званих „народів без держави“, що прагнуть самовизначення. Історія африканського народу налічує понад 300 років, і навіть після багатьох поколінь на африканському континенті, вони не були асимільовані місцевим африканським населенням і досі формують видатну етнічну і культурну групу. Вони є однією з багатьох етнічних меншин, що не становлять більшість населення Південної Африки. Деякі стверджують, що африкаанський народ має довшу історію, ніж добре відома зулу нація, яка є найбільшою етнічною групою з меншин в Південній Африці. Багато хто стверджує, що нація Зулу почала існування під владою короля Шака Зулу, на початку 18-го століття. На конференції з африкаанського самовизначення, яке відбулося в Оранії в жовтні 2005 року, африканери інтелектуали показали „мало ентузіазму з приводу територіального поділу“, і запропонували інші ідеї, такі як „кібер-урядування“. Основними причинами цього є те, що Orania розташована в районі, без економічного розвитку, малою кількістю опадів і без доступу до моря. До 2011 року більше 15 % африкаанського населення емігрувало. Існує все більше число африканерів, які підтримують ідею самовизначення, хоча політичне керівництво досі не підтримують цю концепцію.

##### Питання створення
Невдоволення життям в пост-апартеїді в Південній Африці часто згадується як ознака підтримки ідеї народної держави серед африканерів. Опитування, проведене Радою народної держави серед білих людей в Преторії з питань злочинності, економічних проблем, особистої безпеки, освітніх стандартів, зростання населення, охорону здоров'я, мовні та культурні права, а також житла показало, що ці критерії виступають як причини для підтримки створення народної держави.
Кримінал
Злочинність стала однією з основних проблем в Південній Африці з кінця апартеїду. За даними опитування, за період з 1998—2000 рр., складеному Організацією Об'єднаних Націй, Південна Африка зайняла друге місце по нападах і вбивствах (всіма засобами) на душу населення. Загальна злочинності в розрахунку на душу населення становить 10 — те місце з 60 країн в даному списку. Злочин має виражений вплив на суспільство: багато заможних жителів Південної Африки перейшли в закриті громади, відмовившись від центральних ділових районів деяких містах заради відносної безпеки передмість.
Атаки на Ферми
Серед сільських африканерів, насильницькі злочини, вчинені проти білої спільноти сільського господарства в значній мірі сприяли посиленню конфронтації. У період з 1998 по 2001 рік налічувалося близько 3500 зареєстрованих нападів на фермерів в Південній Африці, в результаті чого було вбито 541 фермера, їх сімей або їх працівників, і це тільки протягом трьох років. В середньому атаки на більше ніж двох ферм, пов'язані з вбивством відбуваються щотижня. Фронт Свободи інтерпретує це як расове насильство таргетування африканерів. В середині 2001 року Фронт Свободи звернувся до Комісії з прав людини Організації Об'єднаних Націй, для того щоб натиснути на уряд Південної Африки, бо вбивство білих південноафриканських фермерів, є формою етнічної різанини. Лідер Фронту Свободи Пітер Малдер стверджував, що більшість атак на ферми були організовані, і що мотивом нападу було не тільки пограбування; Малдер також стверджував, що „певний анти-Бурський клімат вкоренився в Південній Африці. Обвинуваченим у вбивстві бурів і африканерів часто аплодували прихильники під час появи в суді“. Незалежний комітет з розслідування сільськогосподарських атак, призначений Національним комісаром поліції, опублікував доповідь, в 2003 році, проте, що виключно проти європейських людей атаки не були спрямовані, що крадіжки були причиною в більшості атак, а також про те, що частка європейських жертв зменшилася протягом чотирьох років, попередні доповіді. У 2010 році кілька міжнародних новинних видань повідомили, що більше 3000 білих фермерів були вбиті з 1994 року . Цей репортаж був показаний, коли вкрай правий політичний діяч Євген Терібланш був убитий на своїй фермі.
Зростання безробіття
Незважаючи на погіршення ситуації з кінця апартеїду, африканери мають один з найвищих показників зайнятості та задоволеності роботою в країні. Білі найбільше пропорційне збільшення безробіття зазнали між 1995 і 2001 роками: 19,7 % в порівнянні з середнім по країні 27 %. У 2001 році 228000 економічно активних білих були безробітними. Задоволеність роботою африканерів серед зайнятих займає друге місце, огляду 2001 року, показує, що 78 % африканерів респондентів були або „дуже задоволені“ або „достатньо задоволені“, з їх становищем в області зайнятості. Це гірше, ніж ситуація в умовах апартеїду, коли всім білим були надані преференції в не бантустанах; отже, цілком ймовірно, що ці африканери, які є безробітними будуть мати тенденцію підтримувати такі ініціативи, як народну державу. За словами Wingard, „Вони будуть легкою здобиччю для активістів“. Один з п'яти білих південноафриканців емігрував в протягом десятиліття до 2005 р в зв'язку зі злочинністю і незахищеністю.
Еміграція
За даними 1999 р. передвиборчого опитування, 2,5 % респондентів африканерів емігрували, 26,4 % залишили б, країну якби могли, і 5,3 % розглядають можливість емігрувати. Більшість з них, 64,9 %, були виразно настроєні. Дослідження припустило, що число африканерів бажаючих емігрувати, але не в силах, являє собою прагнення до створення народної держави. Огляд випущений Південно — Африканським інститутом расових відносин протягом вересня 2006 року, показав, що зниження білого населення Південної Африки було оцінено в 16,1 %.
Зниження політичного представництва
Африканери, група меншості в Південній Африці, була усунена від панування в Південній Африці протягом 1994 року за допомогою демократичних виборів, і тепер тільки відіграють незначну роль в політиці Південної Африки. Деякі африканери, такі як члени Ради народної держави, вважають, що рівне представництво не забезпечує адекватного захисту меншин, а також бажаного самоврядування. Було запропоновано народну державу як один із засобів досягнення цієї мети. Табо Мбекі, президент Південної Африки, цитує африканерського лідера, з яким він вів переговори, „Один з наших співрозмовників висловив це в такий спосіб, що африканери страждають від похмілля втрати потужності“, що призводить до зневіри.»
Загроза зникнення культурної спадщини
У 2002 році ряд міст і міст з назвами історичних африкаанс, починаючи з Перших поселенців, такі як Пітерсбург і Potgietersrushad змінили назви. У тому ж році уряд вирішив що державні відомства повинні були вибрати одну мову для внутрішнього і відомчого зв'язку, і змусити державних службовців спілкуватися з допомогою англійської мови один з одним. З 31 університету в Південній Африці, п'ять були історично африкаанс (Free State, Potchefstroom, Преторія, Ранд Африкаанс університет і Стелленбош). В середині 2002 року міністр національної освіти, Кадер Асман, оголосив, що африкаанс середні університети повинні здійснювати паралельне навчання на англійській мові, незважаючи на пропозицію уряду, що два африкаанс університети повинні бути збережені для подальшого використання африкаанс як наукової мови. У відповідності з політикою уряду мови для отримання вищої освіти «поняття африкаанс університетів йде врозріз з кінцевою метою перетворення системи вищої освіти».
'Рухи за Фолькстат'
Фронт Свободи був головною політичною рушійною силою для формування народної держави. Ця африканеро-орієнтована політична партія має представництво в національному парламенті, а також в провінційних законодавчих органах в Південній Африці. Підтримка цієї партії, однак знизилася до трохи менше 140000 голосів, що становить менше 1 % від загального числа голосів (приблизно 20 % серед зареєстрованих виборців африканерів) по національних виборах 2004 року. Фронт Свободи слідує бельгійським , канадським і іспанським моделям надання територіальної автономії до мовних меншин, вважаючи, що це єдиний спосіб захисту прав африканерів. В рамках цієї політики, він пропонує створення африканської батьківщини, що містить область, яка знаходиться на північно-західному мисі між Західним узбережжям і річкою Помаранчевою . Рух опору африканерів зробив акцент в березні 2008 року на створення незалежної держави бурів. Плани включають в себе претензію на землі, такі як Стеллаленд і Гошен. Die Boeremag (Бурська сила / влада) була агресивною організації яка пропагувала відверто сепаратистські гасла. Більшість її членів були заарештовані в 2003 році, а також їм були пред'явлені звинувачення в державній зраді.  Національний Фронт закликав до відновлення Стеллаленда як можливої народної держави .

### Оранія і Кляйнфонтейн
Одна зі спроб створення народної держави є невелике містечко Оранія в провінції Північний Кейп. Земля, на якій побудована Orania знаходиться у приватній власності, і африканери були натхнені пропагандистською концепцією народної держави, переходу до Оранії, хоча лише невелика кількість зголосилася на подібний крок. В результаті населення Оранії становило близько 600 чоловік в 2001 році, через 10 років після створення міста, Підтримка Оранії останнім часом, здається, зростає пов'язано це з недавнім економічним «бумом». Сьогодні в Оранії проживає близько 546 сімей африканерів (1 523 жителів). Ще одна спроба врегулювання є Кляйнфонтейн за межами Преторії (в Тсване столиці області). Обидва міста перебувають в межах великих муніципальних утворень, а також не є самоврядним. Оранія в даний час готує петицію уряду, щоб стати окремим муніципалітетом.

## Правові основи
Розділ 235 Конституції Південної Африки передбачає право на самовизначення громади, в рамках «правового поля», а також в відповідності з національним законодавством. Цей розділ конституції був одним з пунктів переговорів, під час передачі політичної влади в 1994 році. Жодне національне законодавство у зв'язку з цим до цих пір не було прийнято для будь-якої етнічної групи. Міжнародне право являє собою звернення для створення народної держави як вищої міри, ніж те, що пропонує Конституція Південної Африки. Таким чином, доступне всім меншинам, які бажають отримати самовизначення в формі незалежності. Вимоги, встановлені міжнародним правом пояснюються професором С. Ллойд Брауном-Джоном з Університету Віндзор (Канада), наступним чином: «меншість, яка живе географічно окремо і яка відрізняються в етнічному і культурному відношенні, і яка була поміщена в позиції підпорядкованості може мати право на відділення. це право, однак, може бути здійснено тільки в тому випадку якщо існує чітке заперечення політичних, мовних, культурних і релігійних прав.» Права, присуджені меншинам були офіційно затверджені в Генеральній Асамблеї Організації Об'єднаних Націй, коли вона прийняла резолюцію 47/135 від 18 грудня 1992 року. Тим НЕ менше, залишається під питанням, чи стосується це фриканерів, так як немає муніципалітету в Південній Африці, в якому білі, які говорять на африкаанс громадяни складають більшість, Так африканери не «географічно окремі». На додаток до цього, в жодному з прав (політичних, мовних, культурних або релігійних) їм не відмовляють.

## Урядова реакція
5 червня 1998 року Мухаммед Мооса (тодішній міністр конституційного розвитку в Африканському національному конгресі (АНК) уряді) заявив в ході парламентських дебатів бюджету, що «ідеал деяких африканерів для розвитку Північно-Західного Кейпу, як дому для африканської культури і мови в рамках Конституції і хартії прав людини розглядається урядом як законний ідеал».

### Рада Фолькстату
Рада народної держави організація з 20 осіб, створена урядом Південної Африки, з допомогою закону про Раду народної держави 1994 р. Це було зроблено у відповідності до розділів 184а і 184б Конституції 1993 р. Південної Африки, в яких йдеться: "Рада слугуватиме конституційним механізмом, який дозволив би прихильникам ідеї народної держави конституційно домагатися створення такої народної держави … "  членами, які співчували ідеї народної держави, були: Йоганн Вінгаард, відставний промисловець і голова ради, Дірк Вільджоен, містобудівник (заступник голови), Анна Бошоф, дочка Хендріка Фервурда, її син Карл, ядерний науковець Уоллі Грант, Кріс де Ягер, Марс де Клерк, три юристи, Ернест Пієнаар, колишній генерал сил оборони Південної Африки, «Наті» Луут, Пітер Лібенберг, Кріс Джості і Ріккі Робертц, чотири вчених, Кооса Рейнеке, архітектор, Дейв Стейн, старший член системи цивільної оборони, Герман Феркуель з Transvaalse Landbou-Unie, Кобус Віссер, колишній глава відділу карного розшуку. 
Фінансування Ради було припинено в 1999 році, без рада формально розпущений. Рада підготувала остаточну доповідь, роблячи три основні рекомендації: 
1. Райони з африканерською більшістю повинні користуватися «територіальним самовизначенням». Райони, повинні включати область навколо Преторії, і область Північної Капської провінції.
2. Уряд створив «рада африканерів», як консультативну ради до уряду. «Представництво в парламенті, де чисельна влада все, що мало значення, не розглядається як демократична система для меншин».
3. Уряд створив законодавство, що приймає два інших пункти. і був представлений проект закону для Ради африканерів.

Положення, що містяться в конституції, що дозволяє формування ради, були зняті в 2001 році за Скасування закону Ради народної держави положення у відповідності з початковим актом. Йоганн Вінгард, голова ради, висловив думку, що в 2005 році він сумнівається, якщо який-небудь державний чиновник коли-небудь відкрив будь-який з звітів, щоб прочитати їх. Крім того, він заявив, що тільки «громадянська війна» — дозволить африканерам отримати незалежність в будь-якій частині Південної Африки. Однак треба взяти до уваги той факт, що тодішній заступник президента, Табо Мбекі, а потім міністр внутрішніх справ, доктор Мангосутху Бутелезі, навів дані з Ради народної держави і в своїй доповіді парламенту в 1999 році,  Нельсон Мандела, президент в той час, спеціально просив, що надання доповіді буде відкладено, поки він не зможе бути присутнім на її презентації особисто, Після розформування Ради народної держави Комісія щодо заохочення і захисту прав культурних, релігійних та мовних громад була створена в 2003 році. Цей комітет спрямований на захист прав на культурної самобутності всього самоврядування груп меншин в Південній Африці, в тому числі африканерів. Комітет включає в себе африканера, Г. Ландмана, який також є членом африканського Альянсу. Доповіді Ради стосовно фолькстату повинні бути передані цьому комітету. Уряд АНК формалізував свою позицію з цього питання в 1998—1999 роках, коли він заявив, що не буде підтримувати народну державу, але зробить все можливе, щоб забезпечити захист африканерської мови і культури, поряд з іншими культурами меншин в країні.

### Бур-африканерська народна рада
23 липня 2014 року члени африканерської групи, які називають себе «Бур-африканерська народна рада» оголосили про майбутні переговори з урядом Південної Африки навколо концепції територіального самовизначення для «Бур-африканерського народу». Переговори будуть включати в себе або президента Джейкоба Зуму, або його заступника Кирила Рамапхосу, або їх обох, і будуть проходити до кінця серпня 2014 р.

## Список літератури
1. «National Archives of South Africa» . Retrieved 2009-05-17 . Flag: A rectangular flag, proportion 2:3, consisting of three horizontal stripes of equal width, from top to bottom, orange, white and blue, and at the hoist a vertical green stripe one and one quarter the width of each of the other three stripes.
2. Jump up^  «The Far Right in Current South African Politics». The Journal of Modern African Studies ( Cambridge University Press ) 29 (4): 627–67. doi :10.1017/S0022278X00005693 . ISSN 1469-7777 . JSTOR 161141 — via JSTOR .(registration required ( help )) .
3. ^ Jump up to:a b c d e f g h  Schönteich, H. Boshoff (2003). « ' Volk' Faith and Fatherland, The Security Threat Posed by the White Right» . Retrieved 2009-05-17 .
4. ^ Jump up to:a b   Retrieved 2011-06-23 .
5. ^ Jump up to:a b c  Theissen (1997). «Between Acknowledgement and Ignorance: How white South Africans have dealt with the apartheid past» . Centre for the Study of Violence and Reconciliation, University of the Witwatersrand. Archived from the original on 9 November 2007 . Retrieved 2007-11-09 .
6. Jump up^  «The development and validation of a subtle racism scale in South Africa». South African Journal of Psychology 21 (4): 233—239.
7. ^ Jump up to:a b  Focus. Archived from the original on 27 September 2007 . Retrieved 2009-05-17 .
8. Jump up^  Retrieved 24 June2011 .
9. Jump up^   Retrieved23 June 2011 .
10. ^ Jump up to:a b c d e f  Speech delivered at the National Assembly, South Africa. Archived from the original on 2 December 2008 . Retrieved 2009-05-17 .
11. ^ Jump up to:a b c d e f  27 May 2005 . Retrieved 2009-05-17 .
12. Jump up^   Retrieved 2009-05-17 .
13. Jump up^ «South African Government Committee of Inquiry into Farm Attacks» . Institute for Security Studies. 2003 . Retrieved 2009-05-17.